# 里奧 (路易斯安那州)
里奧（英語：Rio）是位於美國路易斯安那州華盛頓堂區的一個普查規定居民點。

## 人口
根據2020年美國人口普查的數據，里奧的面積為2.94平方千米，當中陸地面積為2.94平方千米，而水域面積為0.00平方千米。當地共有人口137人，而人口密度為每平方千米46.6人。